# Patriotas Boyacá
Corporación deportiva Patriotas Fútbol Club, zwany też często Patriotas de Tunja, jest kolumbijskim klubem piłkarskim z siedzibą w mieście Tunja znajdującym się w departamencie Boyacá. Klub występuje obecnie w drugiej lidze kolumbijskiej Primera B Colombiana.